# Walther Flemming
Walther Flemming, född 21 april 1843 i Sachsenberg nära Schwerin, död 4 augusti 1905 i Kiel, var en tysk anatom.
Flemming blev 1868 medicine doktor, 1871 privatdocent i anatomi vid Rostocks universitet, 1873 e.o. professor vid Karlsuniversitetet i Prag och 1876 ordinarie professor i anatomi vid Kiels universitet. Han var ledamot av Vetenskapssocieteten i Uppsala (1898) och Fysiografiska sällskapet i Lund (samma år).